# Gustavo Bell
Gustavo Adolfo Bell Lemus, né le 1er février 1957 à Barranquilla, est un homme politique colombien. Il a été vice-président de la République de Colombie puis ministre de la Défense nationale durant le mandat d'Andrés Pastrana Arango.